# فرزانه آقایی‌پور

تصویری از فرزانه آقأیپور و فردوسی در نقاشی ای از هانیبال الخاص

فرزانه آقایی‌پور (زادهٔ ۱۳۲۷؛ خاش) نمایش‌نامه‌نویس، نویسنده و فعال اجتماعی ایرانی است. او در گذشته از  اعضای هیئت رئیسه کانون نویسندگان ایران بوده است. آثار او در زمینه نمایشنامه‌های تاریخی، رمان، فیلمنامه، داستان کوتاه و مقاله های تحقیقی است. اکثر کتاب‌ها و مقالات آقأیی‌پور به رایگان در کانال تلگرامی نویسنده قابل دسترسی است.
آقایی‌پور متولد خاش و در سال ۱۳۴۹ کارشناسی مهندسی برق را از دانشگاه صنعتی شریف دریافت کرده و تا سال ۱۳۶۳ به کار در این زمینه مشغول بوده‌است و از آن زمان به نویسندگی اشتغال دارد.